# Mirka (film)
Mirka è un film del 2000 diretto da Rachid Benhadj.

## Produzione
- Il film, presentato al pubblico italiano il 10 marzo 2000, partecipò al Thessaloniki International Film Festival il 21 novembre 2005.
- Collaboratori: Fotografia Vittorio Storaro, scenografia Gianni Quaranta, costumi Mario Carlini, musiche Safy Boutella, montaggio Anna Rosa Napoli, organizzatore generale Nicola Venditti, produttore esecutivo Annamaria Gallone.

## Trama
In un terreno di confine, una decina di anni prima, c'è stata una guerra cruenta. Gli abitanti sono di pelle chiara e, quasi tutti, con gli occhi azzurri, una notte si presenta un bambino con la pelle ambrata e dei bellissimo occhi scuri: è Mirka, sta cercando sua madre che non ha mai conosciuto ed è giunto nella casa sperduta tra i monti dove vive l'anziana Kalsan con la nipote Elena. Elena sta per sposare il fabbricante di maschere Helmut. Il bambino viene accettato nella loro casa ma gli altri valligiani diffidano del piccolo straniero, come di chiunque non sia nato dalle loro parti. Si lega d'amicizia con la piccola Lilli e il gigantesco Strix, una specie di nuovo Papageno che, sapendo imitare il canto di tutti gli uccelli, cantando riesce a metterli in gabbia.
La gente inizia a parlare e a fare risorgere il ricordo sopito di una strage liberatoria che richiede un rito di purificazione. Quando Elena capisce che Mirka è suo figlio, i compaesani lo hanno già identificato come il diverso, è lui che rappresenta il pericolo. Nasce una decisa ostilità, poi la decisione di allontanarlo in quanto "bastardo". Mirka è costretto a nascondersi. Elena chiede aiuto a Strix. Quando avviene l'incontro tra madre e figlio sembra che tutto sia risolto.

## Critica
(Roberto Nepoti, La Repubblica, 19 marzo 2000)
(Alberica Toia, Duel, 21 aprile 2000)
(Alberto Crespi, L’Unità, 11 marzo 2000)
(Maurizio Cabona, Il Giornale Nuovo, 19 marzo 2000)